# Orphnaeus maculatus
Orphnaeus maculatus är en mångfotingart som beskrevs av Lawrence 1960. Orphnaeus maculatus ingår i släktet Orphnaeus och familjen kamjordkrypare.
Artens utbredningsområde är Madagaskar. Inga underarter finns listade i Catalogue of Life.